# Walter Keane
Walter Stanley Keane (7 de Outubro de 1915 – 27 de Dezembro de 2000) foi um falsario e explorador norte-americano que se tornou famoso na década de 1950 como o pintor reivindicado de uma série de pinturas amplamente reproduzidas retratando criaturas e crianças vulneráveis com olhos enormes. As pinturas eram de facto pintadas pela sua esposa Margaret Keane. Quando ela expôs o caso a público, Walter Keane retaliou com um artigo no USA Today reivindicando os trabalhos como sendo seus.[carece de fontes?]
Em 1968 Margaret Keane processou Walter e o USA Today. No subsequente processo de difamação, o juiz exigiu que os litigantes pintassem um quadro na sala de audiências, mas Walter recusou, citando uma dor no ombro. De seguida, Margaret produziu um quadro em 53 minutos. O júri atribuiu uma indenização a Margaret de $4 milhões, quatro anos depois um tribunal federal de apelações confirmou a sentença de difamação, entretanto revogou a indenização de $4 milhões.

## Filme
Tim Burton, ele próprio coleccionador de Keane, realizou e produziu um filme baseado na vida de Margaret Keane, com o nome Big Eyes, sobre o seu casamento com Walter e o processo judicial de difamação. Foi lançado em Dezembro de 2014, com Christoph Waltz interpretando Walter e Amy Adams como Margaret.